# غو ساكابي
غو ساكابي (坂部剛 ساكابي غو) هو ملحن ياباني ولد في 31 يناير 1982م.

## أعماله في السينما اليابانية
- كامن رايدر x كامن رايدر غوست آند درايف: تشو موفي تايسن جينيسيس (بالتعاون مع شوهي ناروسي وكوتارو ناكاغاوا)
- كامن رايدر رقم 1 (بالتعاون مع كوتارو ناكاغاوا وشوهي ناروسي)
- هاريكين بوليمار
- كامن رايدر ريوا: ذافيرست جينيريشن (بالتعاون مع توشيهيكو ساهاشي)

## أعماله في الدراما اليابانية
- موب سايكو 100

## أعماله في التوكوساتسو
- كامن رايدر غوست
- كامن رايدر زيرو ون

## أعماله في الأنمي

### مسلسلات أنمي تلفزيونية
- ديت أ لايف
- وورلد بريك السيف المقدس
- فتاة الذئب والأمير الأسود
- هاتسوكوي مونستر
- ماجيكيون! رينيسانس
- بازيليسك: لفائف نينجا أوكا

### أفلام أنمي
- ديت أ لايڤ: مايوري جادجمنت
- سلسلة أفلام ديجيمون أدفنتشر تراي
  - ديجيمون أدفنتشر تراي الفصل الأول: لم الشمل
  - ديجيمون أدفنتشر تراي الفصل الثاني: العزيمة
  - ديجيمون أدفنتشر تراي الفصل الثالث: الاعتراف
  - ديجيمون أدفنتشر تراي الفصل الرابع: الفقدان
  - ديجيمون أدفنتشر تراي الفصل الخامس: التعايش
  - ديجيمون أدفنتشر تراي الفصل السادس: مستقبلنا

## وصلات خارجية
- غو ساكابي على موقع IMDb (الإنجليزية)
- غو ساكابي على موقع ميوزك برينز (الإنجليزية)
- غو ساكابي على موقع أول ميوزيك (الإنجليزية)
- غو ساكابي على موقع ديسكوغز (الإنجليزية)
- غو ساكابي على موقع قاعدة بيانات الفيلم (الإنجليزية)

- صفحة IMDb